# Lijst van hoogste gebouwen in Chicago

## Hoogste gebouwen
Deze lijst bevat de hoogste gebouwen van Chicago volgens de geldende norm dat constructies zonder verdiepingen, zoals zendmasten en uitzichttorens, niet worden meegerekend als gebouw.

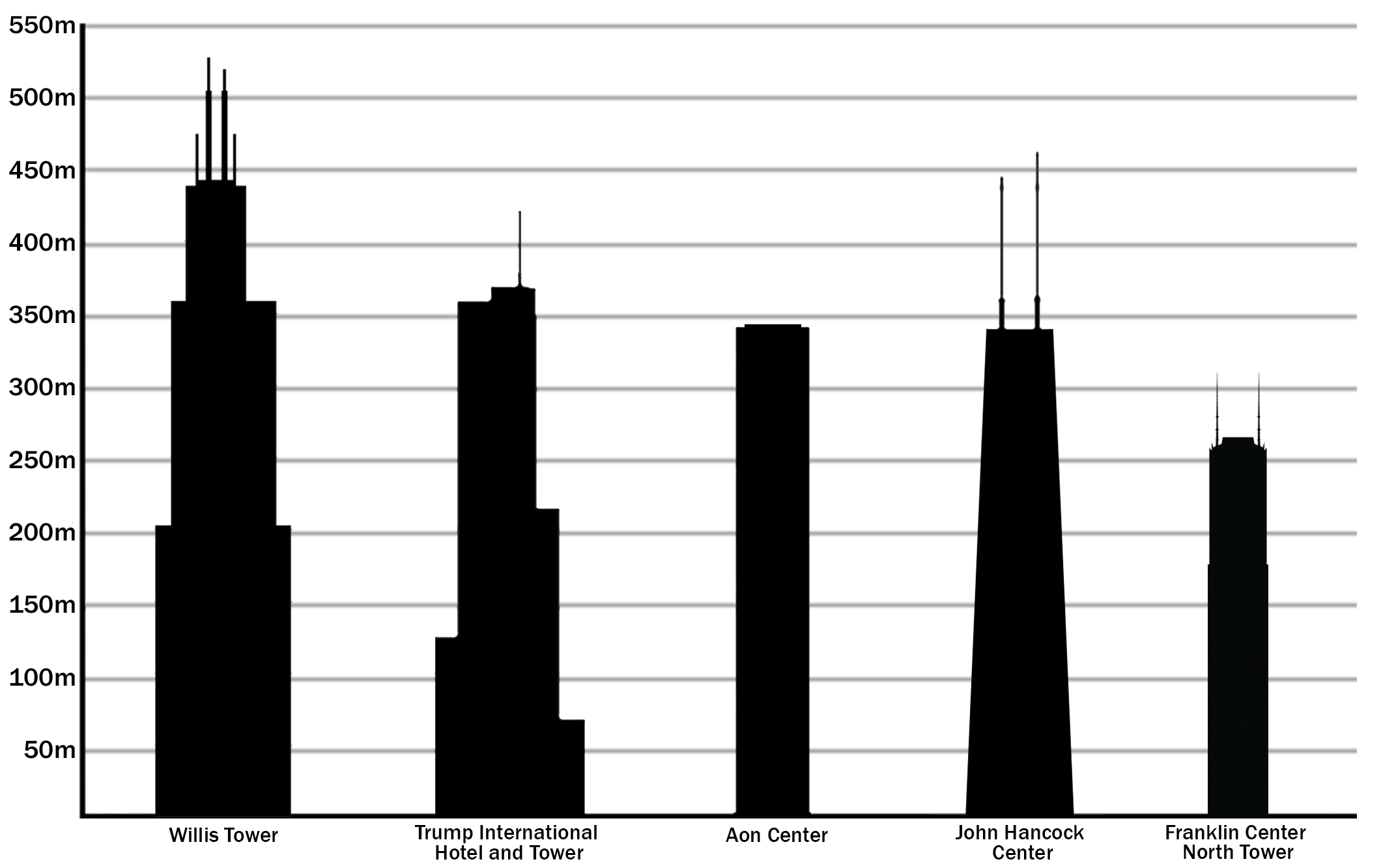
Tallest buildings in Chicago.

| Rang | Rang VS | Rang Wereld | Naam                                | foto | Hoogte in meters | Verdiepingen | Jaar | Opmerking                             |
| ---- | ------- | ----------- | ----------------------------------- | ---- | ---------------- | ------------ | ---- | ------------------------------------- |
| 1    | 1       | 8           | Willis Tower                        |      | 442              | 108          | 1974 | hoogste gebouw in de wereld tot 1998. |
| 2    | 2       | 11          | Trump International Hotel and Tower |      | 423              | 98           | 2009 |                                       |
| 3    | 11      | 02.0        | St. Regis Chicago                   |      | 363              | 101          | 2020 |                                       |
| 3    | 12      | 30          | Aon Center                          |      | 346              | 83           | 1973 |                                       |
| 4    | 7       | 34          | John Hancock Center                 |      | 344              | 100          | 1969 |                                       |
| 5    | 12      | 61          | AT&T Corporate Center               |      | 307              | 61           | 1989 |                                       |
| 6    | 14      | 67          | Two Prudential Plaza                |      | 303              | 64           | 1990 |                                       |
| 7    | 17      | 86          | 311 South Wacker Drive              |      | 293              | 65           | 1990 |                                       |
| 8    | 29      | 133         | 900 North Michigan                  |      | 265              | 66           | 1989 |                                       |
| 9    | 32      | 142         | Water Tower Place                   |      | 262              | 74           | 1976 |                                       |
| 10   | 33      | 143         | Aqua                                |      | 262              | 86           | 2009 |                                       |